# Filton
Filton est une ville du Gloucestershire, en Angleterre. Elle est située dans l'autorité unitaire du South Gloucestershire, dans la banlieue nord de Bristol.
Filton est jumelée avec la commune française de Saint-Vallier (Drôme).
Aujourd'hui encore sont groupées autour de la ville des usines de BAE, Airbus, MBDA et Rolls-Royce.